# Hermann Schmelzer
Hermann Schmelzer (auch Imré Schmelczer; geb. 1932 in Jánoshalma, Königreich Ungarn; gest. 14. November 2020 in St. Gallen) war ein schweizerischer Rabbiner und Gelehrter ungarischer Herkunft. Von 1968 bis 2012 amtierte er als Rabbiner der Jüdischen Gemeinde St. Gallen.

## Leben
Schmelzer wurde 1932 in der Kleinstadt Jánoshalma in Südungarn in einer orthodoxen Familie geboren. Im Sommer 1944 sollte er mit der Eisenbahn nach Auschwitz deportiert werden. Er befand sich jedoch in einem Zug, dessen Insassen von Kasztner freigekauft wurden, und konnte auf dem Weg dahin entkommen. Nach dem Krieg absolvierte er die Landesrabbinerschule in Budapest und die Ecole Rabbinique in Paris. 1956 verliess er Ungarn. 1958 wurde er Religionslehrer in Stockholm und studierte später am Leo Baeck Institut in London. 1962 erhielt Schmelzer seine Ordination als Rabbiner im schwedischen Malmö. 1968 wurde er als Nachfolger von Lothar Rothschild nach St. Gallen berufen, wo er sich auch im interreligiösen Dialog engagierte. Anlässlich der Neuausgabe der Zürcher Bibel war er als Mitglied der Redaktion zuständig für jüdische Belange. 2012 beendete er seine Tätigkeit als Rabbiner. Bis 2009 hatte Hermann Schmelzer zudem einen Lehrauftrag für Religionsgeschichte an der Universität St. Gallen. Dort war er auch als Studentenseelsorger tätig. Er war verheiratet und hatte einen Sohn.

## Publikationen
- Zeugnis und Perspektive. Israelitische Gemeinde St. Gallen, 1988.